# 孫越崎
孙越崎（1893年10月16日—1995年12月9日），原名孙毓麒，曾用名孙世棻，男，浙江绍兴人，中国现代能源工业的开拓者和奠基人之一，中国實業家，中华民国及中华人民共和国政治人物。1946年重慶國民政府資源委員會副委員長，任內主持美國水壩工程師約翰·L·薩凡奇來華測繪三峽工程。

## 生平

### 五四运动
清朝光緒十九年九月初七日（1893年10月16日），孫越崎出生于浙江省绍兴府绍兴县平水乡同康村一个普通的耕读之家，原名“孙毓麒”。孫越崎的父亲是孙延昌（字燕堂），一位开明的秀才，1905年离家赴黑龙江，起初做官，后弃官经营金矿。
17岁时，孙越崎考入绍兴简易师范学校，1911年底毕业，按照当时的政府规定，到一所小学义务任教一年，在任教期间与葛采湘结婚。1913年，孙越崎进入上海复旦公学中学部学习，结识了教师邵力子、同学罗家伦、俞大维等人。1915年5月，袁世凯接受了日本政府提出的《二十一条》，孙毓麒愤而更名“越崎”，意为使中国越过崎岖而走上康庄大道。1916年，孙越崎自复旦公学中学部毕业后，进入天津北洋大学文科预备科学习，后在父亲的劝说下，于同年考入北洋大学矿冶科。

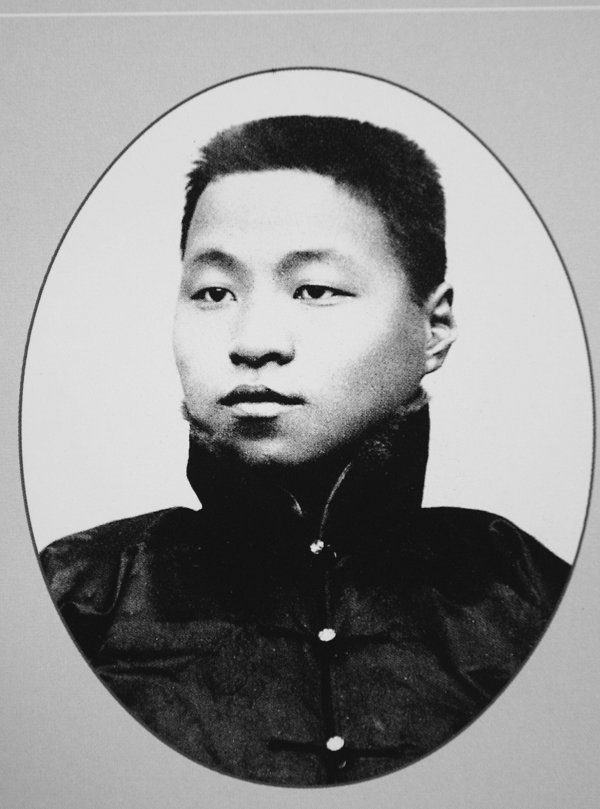
青年时代的孙越崎

1919年五四运动在北京爆发后，天津学生群起响应。天津市的大、中学校学生代表共九人举行秘密集会，讨论声援办法，孙越崎作为天津北洋大学学生会会长参加此次集会。会上，孙越崎第一个站起来，代表北洋大学全体学生表态坚决罢课，支持北京学生的爱国行动。孙越崎等人还发起成立了天津学生联合会。同年6月4日，在天津学生举行游行示威时，孙越崎和马骏、谌志笃、沙主培作为天津学生代表，前往直隶省长公署，与直隶省省长曹锐谈判，要求省长曹锐给北京政府发电报，让北京政府释放被捕的北京学生，并拒绝签署卖国条约。最终请愿取得胜利。
此次罢课共持续三个多月。孙越崎等许多同学因为参加罢课而遭到北洋大学开除学籍。后来，孙越崎多亏蔡元培的帮助，方进入北京大学采矿系继续学习，于1921年毕业，获得工科学士学位。毕业后，孙越崎回绍兴休养两年，其间妻子葛采湘病逝。

### 穆棱煤矿
1923年秋，孙越崎赴中国东北，参观了抚顺煤矿、本溪煤矿、鞍山制铁所等等。1924年初，中俄官商合办穆棱煤矿公司（今鸡西矿务局的前身），应督办蔡运升之邀，孙越崎不顾家人反对，冒雪奔赴穆棱（今鸡西），参加了的穆棱煤矿的创建工作。孙越崎被任命为中方矿务股长兼机械、工程股长，率领中方人员开掘第二号直井，与俄方人员开掘的第一号直井进行比拼。孙越崎工作5年零8个月后，穆棱煤矿建成投产。
在此期间，孙越崎与王仪孟结婚。在穆棱煤矿，1927年孙越崎结识了前来调查的北京地质调查所所长翁文灏，并在翁文灏的介绍下加入了中国地质学会和中国矿冶工程学会。孙越崎还编写了《吉林穆棱煤矿纪实》一书，1930年由中国矿冶工程学会出版，翁文灏作序。

### 留洋学习
1929年初，翁文灏推荐孙越崎任河北省井陉煤矿总工程师，但孙越崎因正准备赴美国留学而谢绝。1929年秋，孙越崎赴美国斯坦福大学采矿系学习。临走前，他专程拜望邵力子老师，邵力子嘱其“出去要好好学习，学成以后一定要报效祖国！”
1929年秋，孙越崎赴美国斯坦福大学采矿系学习，并未申读硕士学位，只是学习研究生课程，在校期间还考察了旧金山的金矿和洛杉矶、休斯顿的油矿。1931年9月，孙越崎转学到哥伦比亚大学研究生院学习，在校期间考察了美国东部各地的煤矿。回国途中，他又绕道欧洲，在1932年春，花了40多天考察了英、法、德等国的采矿业。1932年7月，经莫斯科和西伯利亚返回哈尔滨家中。孙越崎不愿定居在日本统治下的满洲国，所以在家呆了不到20天便南下来到南京国民政府统治下的北平。

### 陕北油矿

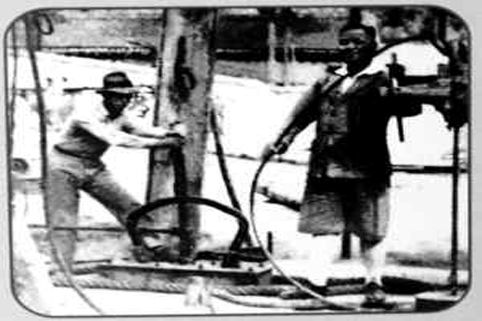
孙越崎（右）在陕北延长油矿

1932年11月，孙越崎应翁文灏之邀来到南京，在刚刚成立的国防设计委员会（即日后资源委员会的前身）任专员兼矿室主任。1933年3月，孙越崎在津浦路沿线调查煤矿资源，写成《津浦铁路沿线煤矿调查报告》。同年9月，孙越崎和严爽被派往陕西考察石油。1934年春，得知陕北有石油后，国防设计委员会辖下成立了陕北油矿勘探处，孙越崎被任命为处长。在陕北延长县，孙越崎组建了中国第一支油矿钻井队，并率队打出了油井，炼出了汽油。
后来，1935年4月，刘志丹领导的陕北红军占领了延长县，接管了延长油矿。延长油矿成了后来陕甘宁边区的重要工业资源。

### 中福煤矿
1934年秋，河南焦作经营煤矿的中福两公司联合办事处（俗称“中福公司”）濒临破产，中福公司由中方中原公司和英方福公司联合组成，由河南省政府派河南省财政厅厅长兼任总经理。1934年7月，英方股东、中福公司董事长吴德罗夫赴庐山向蒋介石表达对河南省政府派往中福煤矿的领导人的不满，要求南京国民政府派员整理。蒋介石即下令中福公司改归国民政府军事委员会领导，由国防设计委员会煤业部主抓。蒋介石于1934年9月在庐山当面请翁文灏出任中福煤矿整理专员，翁文灏于1934年11月来到中福煤矿。孙越崎应翁文灏之邀，赴中福煤矿担任中福公司总工程师，并在翁文灏不在焦作时代理整理专员。翁文灏和孙越崎一起提出了10条《河南中福煤矿整理办法》，如“整理专员受蒋介石委员长节制”；“原董事部完全解散。经理、协理、董监各员概行停止职权”；“在矿区内派得力军队或保安队负保护之责”；“焦作工学院和中小学没有移交省县接管，教育经费仍由中福煤矿支付。”孙越崎着手整理，很快扭亏为盈。1935年，中福煤矿年产无烟煤100多万吨。1935年10月，孙越崎接任整理专员。1936年冬，中福公司两年“整理”期满，整理专员还政于中原公司、福公司的董事会及股东。1936年，中福公司孙越崎在中福公司新董事会第一次会议上获聘为中福公司总经理，任期三年。
1937年七七事变发生后，孙越崎决定把中福煤矿的设备拆迁到四川。他说服了原来持反对意见的中原公司董事和英方代表支持南迁，将大部分中福煤矿的设备拆下并抢运到汉口，并借助四川民生轮船公司运往四川。这使中福煤矿成为抗日战争时期中国唯一一个迁入后方而未被日本控制的近代煤矿。孙越崎以这批南迁的设备与卢作孚的民生公司、资源委员会、盐务总局和四川银行界等合作，先后创办了天府、嘉阳、威远、石燕等4个煤矿公司，并担任总经理，在重庆设四矿联合总公司。

### 玉门油矿

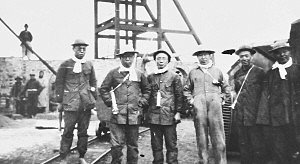
孙越崎（右三）在玉门油矿

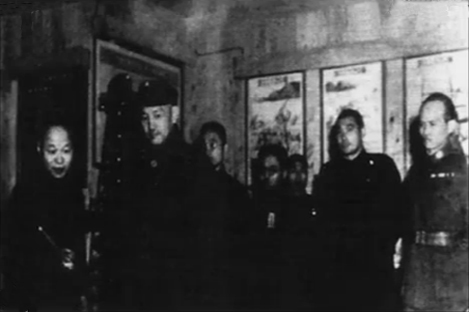
1942年，蒋介石（左二）视察玉门油矿，孙越崎（左一）为其进行介绍

1941年3月，甘肃油矿局在重庆成立，隶属资源委员会，孙越崎被任命为总经理，受命创建玉门油矿。随后，该油矿采购并定制钻井、开采及炼油的设备，开始进行建设。1942年11月，玉门油矿已经完成该年生产汽油180万加仑的目标，为中国的抗日战争提供了巨大的物质力量。孙越崎被誉为“煤油大王”。1942年8月，蒋介石在胡宗南的陪同下，来到玉门油矿视察，听取了孙越崎的介绍。1942年夏，因经营玉门油矿卓有成绩，中国工程师学会授予孙越崎“金质工程奖章”。
1938年，孙越崎加入中国国民党。1945年5月，在中国国民党第六次全国代表大会上，孙越崎当选中國國民黨候补中央执行委员。

### 从接收大员到内阁部长
抗日战争胜利后，1946年春，孙越崎辞去四川4个煤矿和甘肃油矿局总经理职务，作为国民政府行政院经济部东北区特派员，被行政院经济部、战时生产局派赴中国东北，主持接收东北地区的重工业，办公地点设在沈阳，任内先后主持接收了东北电力总局、鞍山钢铁公司、本溪煤铁公司、小丰满水力发电站、阜新煤矿、北票煤矿及沈阳机械厂等数十个企业。同时，孙越崎还兼任行政院河北平津区敌伪产业处理局局长，局址设在北平。身兼数职的孙越崎在北平、沈阳等地穿梭。
1946年1月，孙越崎兼任资源委员会副主任委员（钱昌照任主任委员）。1946年5月，资源委员会改为直属行政院，孙越崎兼任副委员长（钱昌照任委员长）。1947年1月，孙越崎辞去了平津区敌伪产业处理局局长职务，并交卸了经济部东北区特派员职务，到南京专任资源委员会副委员长。1947年3月，钱昌照离开资源委员会，翁文灏回任资源委员会委员长，孙越崎仍任副委员长。1948年5月，翁文灝內閣成立，孙越崎任行政院政务委员兼资源委员会委员长。此后，在孫科內閣中，孙越崎连任该职。1949年3月，何應欽內閣成立，孙越崎出任中华民国工商部（5月与其他部会合并成立经济部）部长兼资源委员会主任委员。

### 领导资源委员会投奔新政权

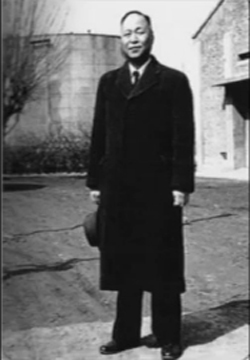
孙越崎

1947年7月，孙越崎赴华北及东北视察资源委员会下属工矿企业，其间意识到中国国民党的失败已成定局，故对时局很悲观。1948年2月，中国人民解放军占领鞍山后，孙越崎得知鞍山钢铁公司员工无一伤亡并获得优待。这令孙越崎感触颇深。
1948年10月，孙越崎在南京以资源委员会委员长的身分召集资源委员会所属各工矿企业负责人召开秘密会议。孙越崎在会上说，“我们这些人，都是学工程技术的，都是怀着工业救国的理想，在抗日战争开始前就参加了中国的工业建设。资源委员会现有的工矿企业，是中国仅有的一点工业基础，我们有责任把它们保存下来。”他动员各工矿采取行动保护工矿，结果资源委员会各厂矿企业及32,000余名职员、几十万技术工人，全部坚守岗位。
淮海战役后，南京的中华民国政府风雨飘摇。1948年12月底，蒋介石当面命令孙越崎将资源委员会所属的南京的5个厂，即南京电照厂、南京有线电厂、南京无线电厂、南京高压电瓷厂、马鞍山机械厂拆迁到台湾。孙越崎拖延无效，乃被迫开始拆运。
1949年1月21日，蒋介石宣布“引退”，孙越崎随即下令将已运至长江下关码头的各厂器材运回厂内安装复工，未运往台湾。此后，蒋介石在奉化时，曾先后两次命令京沪杭警备总司令汤恩伯电转孙越崎，要求迅即拆迁工厂赴台湾。孙越崎以对当时和谈不利为由，获得代总统李宗仁支持，拒不拆迁。 

1949年4月26日，孙越崎自上海飞往广州。到广州后，孙越崎当即电令中南、西南、西北各地区资源委员会所属厂矿的负责人50多人来广州领取资金，以备必要时给员工发工资。1949年5月底，孙越崎辞职离开广州赴香港。到香港后，孙越崎同中国共产党取得联系，得知周恩来欢迎他随时赴北平。但孙越崎并未即赴北平，而为争取资源委员会设在香港的国外贸易事务所进行活动。当时，国外贸易事务所在香港存有价值5－600万美元的钨、锑、锡、汞等用于出口的矿产品。孙越崎在中共香港党组织的领导下，策动该事务所员工组织了“保护矿产品委员会”，与时任中华民国经济部部长兼资源委员会主任委员的刘航琛作斗争，并取得胜利。
1949年11月14日，该事务所员工通电全中国宣告投共，归顺中华人民共和国中央人民政府，并发电向中华人民共和国中央人民政府主席毛泽东致敬，获毛泽东复电嘉勉。
1950年3月，孙越崎遭到中国国民党开除党籍，并受到中华民国政府以叛党叛国罪通缉。

孙越崎领导的资源委员会是中华民国政府撤往台湾时，中央各部会中唯一一个有组织地护产的部门。在孙越崎的领导下，除了在台湾省接收工矿企业的资源委员会人员外，所有留在中国大陆的员工均投向了中华人民共和国政府。资源委员会是中华民国政府中经营全中国重工业的部门，下辖121个总公司，近千个生产单位，职员3.2万多人，技术工人6－70万人。这些人员全部留在了中国大陆。曾任资源委员会委员长的翁文灏和钱昌照后来也经孙越崎电请，从海外回到北京。 后来孙越崎回忆称，他之所以要背叛重用他的蒋介石，是因为“蒋介石政府实在太腐败，太不像话了！”

### 开滦煤矿与蒙冤受迫
1949年11月4日，孙越崎携家属从香港乘船返回北京。中华民国政府派出四艘军舰拦截孙越崎所乘船只，幸亏船主改道，军舰错截了其他船只，孙越崎方才幸免于难。此后，孙越崎被任命为政务院财政经济委员会计划局副局长。1950年3月，孙越崎经邵力子介绍加入中国国民党革命委员会（简称“民革”）。在陈云指示下，孙越崎主持制订了《基本建设工作程序暂行办法》。经陈云建议，孙越崎起草了《没有工程设计就不能施工》的社论，发表于1951年6月16 日的《人民日报》，社论提出了“施工必先设计”的基本建设原则。1952年，在中共掀起的“反贪污、反浪费、反官僚主义”的三反运动中，孙越崎和原资源委员会的一些主要人员遭到怀疑，并受到审查。孙越崎的老朋友卢作孚也在同时开展的五反运动中自杀身亡，这给孙越崎的刺激很大。
1952年6月，在政府机构调整中，政务院财政经济委员会和其他委员会一同被取消，干部重新分配工作。在填写志愿时，孙越崎写下了“愿意到煤矿技术工作”。不久，孙越崎被分配到唐山开滦煤矿（当时是中国第一大矿）担任总管理处第三副主任。在开滦煤矿，孙越崎经常亲自下矿井指挥生产，从1952年到1959年，孙越崎共下井百余次，受到职工好评。他还提出了许多改进生产、加强安全措施的建议，但他的建议引不起领导的重视，人微言轻，毫无实权的孙越崎成了挂名的副主任。总理周恩来视察唐山时，曾看望过孙越崎，后来还曾安排他到北京，陪同英国工党领袖艾德礼率领的访华代表团自北京赴唐山开滦煤矿参观。
1966年5月，文化大革命爆发。当时住在北京女儿家中的孙越崎随即受到冲击。因无北京户口，孙越崎被遣返回唐山，不久便失去人身自由，工资停发，被以“特嫌”的罪名关入“牛棚”，隔离审查一年半。在隔离审查期间，他先后接待了600多人次的外调，均为专案组就原资源委员会在各地的人员的所谓“问题”找他核对，孙越崎顶住了逼供、诱供，坚决不写违心的材料。孙越崎还遭到抄家，停发工资，并被监督参加挖防空洞等体力劳动。孙越崎的妻子王仪孟因受到欺辱，患上精神分裂症，两度自杀，幸而都被抢救过来，保全了性命。孙越崎夫妇因为文化大革命而被赶入唐山一处小平房居住。
1973年，孙越崎重获自由。在取得了五年多的补发工资共１万多元后，孙越崎偕妻子王仪孟到中国大陆各地“自费旅游”，先后两次出游。第二次出游回到唐山后不久，唐山大地震发生，83岁的孙越崎和76岁的王仪孟因所居住的小平房倒塌，被埋在废墟中，经邻居救出。孙越崎的三根肋骨被压断，王仪孟没有大伤。在北京的女儿后来到唐山将二人接往北京，孙越崎入住北京医院治疗。周恩来的遗孀邓颖超得知后，派保健医生探望，并给予帮助。孙越崎出院后，邓颖超与北京市革命委员会主任吴德联系，帮助孙越崎解决了户口及住房困难。此后，孙越崎长期在北京居住。
1978年，孙越崎的老部下孙运璿在台湾升任行政院院长。大陆对台湾的广播电台得知消息后，要求孙越崎写一篇对台湾广播讲话稿。当时孙越崎处境并不优越，但他仍然接受了这一要求，让记者为自己进行了录音，表达了对在台湾的亲朋故友的关爱。

### 改革开放
中华人民共和国成立后，孙越崎历任全国政协第二、三、四届委员，民革唐山市委员会主任委员，民革河北省委员会主任委员。1979年，孙越崎曾任河北省政协副主席、河北省人大常委会副主任。1980年，孙越崎在全国政协五届三次会议上当选为全国政协第五届常委。1981年12月25日，民革中央五届二中全会增补孙越崎为第五届民革中央副主席。1983年，孙越崎当选为全国政协第六届常委，兼全国政协经济建设组组长。后来，孙越崎历任第六届民革中央副主席，第七届民革中央監察委員会主席。他是中国人民政治協商会議全国委員会第二至四届委員、第五至七届常務委員。
1981年，孙越崎任中华人民共和国煤炭工业部顾问。他还先后兼任中华人民共和国进出口管理委员会特邀顾问、中华人民共和国对外经济贸易部特邀顾问，其间结识了时任进出口管理委员会副主任的江泽民。此外，他还先后兼任中国统配煤矿总公司顧問、民生实业公司董事長、复旦大学北京校友会会长、欧美同学会名誉会长、辛亥革命研究会名誉理事长、焦作工学院名誉院长等职务。1984年下半年，中美国际工程公司在深圳召开成立预备会，孙越崎获聘为该公司咨询委员会名誉主任。

### 三峡工程“反上派”
早在1940年代，参加萨凡奇计划及中美合作三峡工程设计的中方团组，便主要来自国民政府资源委员会，主持此事的先后为钱昌照、孙越崎。1947年5月，资源委员会正式通知美国垦务局，中止三峡工程设计。该时期中美合作宣告结束。
1980年，邓小平亲自视察三峡坝区和葛洲坝工程工地，随后指示“建设三峡工程效益很大，轻易否定三峡工程是不对的。请党中央、国务院及有关部门的负责同志回北京后抓紧研究。”1984年，正当中共中央及国务院决定上马三峡工程之时，孙越崎大胆上书表示质疑。1984年10月26日，国务院要求中华人民共和国水利电力部结合多方面意见，对三峡工程做出明确、肯定、科学的答复，否则主体工程不得上马。第六届全国政协三次会议期间，全国政协经济建设组根据委员意见和要求成立了三峡工程专题小组调查三峡工程相关问题。孙越崎出任组长，林华、徐驰、王兴让出任副组长。孙越崎领导该小组为三峡工程建设的论证进行了大量工作。从1985年5月30日至7月6日，孙越崎亲自率领调查组考察都江堰、岷江、计划中的三峡库区、荆江大堤等地实地考察。调查组召开了400多名专家、学者，全国以及地方政协委员参加的40余次座谈会。调查组做出六份《三峡工程问题调查报告》。从投资、防洪、泥沙淤积、航运、发电、移民、安全七个方面提出反对意见，得出“三峡工程近期不能上，至少‘七五、八五’期间不该上”的结论。根据此次调查结果，孙越崎不顾中央是否已作决定，也不顾高层权威的拍板，坚决主张长江流域的水利开发应从上游着手，而不应急于上马三峡工程。孙越崎在全国政协举行的会议及国务院召开的论证会上，多次直言不讳，并为此亲自撰写了长达3万字的意见书。作为反对三峡工程上马（“反上派”）的代表人物，孙越崎及其他知名学者的意见受到中共中央重视，中共中央于1986年发出文件，决定成立国务院三峡工程审查委员会，要求对三峡工程的可行性进一步论证。 
1987年11月，湖南科学技术出版社出版了《论三峡工程的宏观决策》一书，其中收入了全国政协委员在水利电力部三峡论证领导小组第三次和第四次（扩大）会议上的发言，以及李锐、孙越崎、千家驹、林华、陆钦侃、汪受衷、方宗岱等人在杂志上发表的文章，该书由全国政协副主席周培源作序，集中了三峡工程“反上派”的声音。
1988年11月21日至30日，水利电力部三峡论证领导小组召开第九次（扩大）会议，主要议题为审议三峡工程最后两个带有论证结论性质的专题论证报告。会议的主要结论是：“三峡工程是难得的具有巨大综合效益的水利枢纽，经济效益是好的，财务上是可行的，也在国力能承受的范围之内，建三峡工程的方案比不建三峡的方案好，早建比晚建有利，建议及早决策。”领导小组按原先部署，责成长江流域规划办公室根据专家组的论证报告编写可行性研究报告。有人随即获悉，三峡工程论证领导小组已确定“早建方案”，要求三峡工程“在1989年动工兴建”。该消息后被香港报纸披露。消息引发了三峡工程“反上派”的急切心情。1989年，戴晴主编的《长江·长江——三峡工程论争》出版，其中收入了《孙越崎等十位全国政协委员上书中央：关于三峡工程论证的意见和建议》、《孙越崎答张爱平问：对不同意见应平等对待允许争论》。该书是一本集中表达三峡工程“反上派”声音的书籍，孙越崎亲自为该书题写了书名。该书初版五千册赶在1989年3月全国政协七届二次会议、全国人大七届二次会议开会前，送到了委员、代表下榻宾馆的小卖部，随后加印五万册，沿长江发行。由于缺乏出版经费，许多被访问的专家和人士均自己出钱高价购买该书，以支持出版。该书及其他媒体的舆论、专家学者及知名人士的呼吁，迫使三峡工程的上马再度推迟。
1990年7月，国务院在中南海召开三峡工程论证汇报会，98岁的孙越崎作了口头发言和3万字的书面发言，力陈三峡工程上马的弊端。反对三峡工程上马的何格高在7月10日、郭来喜在7月11日也分别发言。《人民日报》报道称，“未在主论证报告上签字的9位专家受特别邀请，全部出席了这个汇报会。如此尊重持不同见解的专家，在世界上也属罕见。”但实际上，持反对意见的人士遭到了有组织的批驳。如郭来喜早在1990年7月6日便报名参会，发言稿早已上交，但被安排迟至7月11日发言，有关部门在其间组织了三位专家，于7月11日对郭来喜的发言进行围攻。7月11日当天，专家发言结束后，李伯宁讲话，首先大力表扬赞成三峡工程上马的人士，认为凡赞成三峡工程上马就是爱国，接着点名斥责郭来喜等一大批持不同意见的人士。时任国务院总理李鹏大力赞誉李伯宁“为三峡工程的上马立了大功”。

### 复旦校友会与对台工作
1988年9月，孙越崎当选为中国和平统一促进会会长。在中共中央统战部部长阎明复的建议下，1988年10月，孙越崎赴香港，当时他是复旦大学北京校友会会长，到香港后会见了复旦大学香港校友会会长孙景洵，并参加了香港校友每月一次的聚会。其间，他通过电话与在台湾的老友张群、陈立夫等人叙旧并相互问候。在香港，孙越崎还约见了复旦大学校友卜少夫谈话。孙越崎同孙景询会长商议，定期集合全球各地的复旦大学举办联谊活动。回北京后，孙越崎继续同孙景询协商，由北京、香港两个校友会筹划，发起成立复旦大学世界校友联谊会。1990年12月10日，复旦大学第一届世界校友联谊会在香港富丽华酒店举办，孙越崎由秘书陪同赴香港参加，并发表讲话。孙越崎在会上说：“海峡两岸的隔离隔阂，是历史原因造成的。当务之急是为了民族利益，尽快完成祖国统一大业，越快越好。这是我这个百岁老人最后一次对年轻一代要说的恳切话……”1992年，复旦大学第二届世界校友联谊会在上海举行。
随着海峡两岸交流的日益扩大，孙越崎常收到在台湾、香港及海外的老朋友、老同事、老部下的信，孙越崎每信必复。孙越崎的老部下、曾先后出任台湾的中华民国经济部部长的李国鼎、赵耀东、李达海等都曾赴北京拜会孙越崎。孙越崎积极宣传“和平统一、一国两制”，希望在台湾的朋友们为实现祖国和平统一而努力。孙越崎百岁生日前夕，在台湾的陈立夫托人送来条幅，上书“志诚自仁，仁者必寿。越崎学长兄，时年九十四岁，陈立夫敬题。”

### 资源委员会“起义”性质的认定
自文化大革命结束后的十余年间，孙越崎将大量精力不断用在为原资源委员会人员的平反上。自从资源委员会起义之后，在连续不断的政治运动中，原资源委员会各级人员普遍受到冲击、迫害，甚至折磨致死，不少人员的子女也受到牵连。这些人员及已去世人员的遗属，在文化大革命结束后，纷纷要求原资源委员会的领导人孙越崎帮助平反并落实政策。孙越崎以《晋书》中的“吾虽不杀伯仁，伯仁由我而死。幽冥之中，负此良友”自勉，痛感自己对不住原资源委员会的诸位同仁，不断向中共中央提出申诉，努力帮助大家解决问题，但仍有很多问题没有得到解决。1991年10月24日，已经98岁的孙越崎致信中共中央总书记江泽民，信中列举了资源委员会护产及起义有功的事实，要求中共中央重新审议资源委员会的“起义”性质问题。
江泽民接到孙越崎的信后，很快派中共中央统战部部长丁关根、中共中央办公厅主任温家宝到孙越崎家中了解情况并听取意见。1992年3月16日，江泽民邀请孙越崎到中南海面谈，并且共进晚餐。席间，江泽民明确肯定了资源委员会人员拒迁台湾，护厂护产的贡献，并提出资源委员会的活动带有“起义”性质，资源委员会人员中与中共地下党有接触的骨干人员，可按中共地下工作人员参加革命一样对待，待遇应高于起义人员。经江泽民提议，1992年10月7日，中共中央政治局常委宋平会见了孙越崎等原资源委员会在北京的部分人员。在会见中，宋平表示，资源委员会护产并迎接解放的行动是正义的爱国行动，是有功的，中国共产党及中国人民充分肯定孙越崎等原资源委员会负责人及工作人员的此项历史功绩。次日，新华社专门对此作了报道。1992年10月16日，孙越崎百岁（虚岁）寿辰当天，中共中央又将原资源委员会的骨干人员请到北京开会，由宋平主持，晚上在中南海安排宴会。
1992年10月16日，孙越崎百岁（虚岁）寿辰，江泽民派中共中央统战部部长丁关根送来江泽民和孙越崎在中南海合影的大照片，照片上有一行题词：“孙越崎老百岁寿辰留念，江泽民，一九九二年十月十六日。”同日，遵邓颖超生前遗言，有关人员送来一尊寿星，为孙越崎祝寿。民革中央、中国石油天然气总公司、中国统配煤矿总公司等单位联合开会庆祝孙越崎百岁寿辰。会上，朱学范、钱伟长、程思远等20多位知名人士倡议向海内外筹集“孙越崎科技教育基金”，作为孙越崎的百岁寿礼，以便为中国国内和煤、油、电专业有关的大学设奖学金。晚餐后，孙越崎与江泽民等人合影。
1992年，在民革八大会议上，孙越崎、朱学范、侯镜如被推举为民革中央名誉主席。随后，孙越崎出席了全国政协1993年1月1日举行的新年茶话会，同江泽民、李鹏等人合影。1993年3月，孙越崎委员出席了全国政协八届一次会议。1993年10月13日，全国政协主席李瑞环在中共中央统战部礼堂主持了为孙越崎举行的100周岁庆贺活动。李瑞环向孙越崎赠送了一盆梅花鹿茸，并转达了江泽民、李鹏、乔石对孙越崎的祝贺。同年10月，在北京召开的孙越崎科技教育基金会颁奖大会和在北京召开的复旦大学第三届世界校友联谊会（该届会议为孙越崎的生日而破例召开，原规定每两年召开一届）共同在中国社会科学院礼堂为孙越崎举行了祝寿活动，复旦大学校长杨福家参加，校友李岚清副总理参加并向孙越崎致送鲜花，孙越崎以复旦大学北京校友会会长身份讲话。
中共中央对资源委员会人员“起义”性质的确定，以及为孙越崎隆重庆祝寿辰，标志着资源委员会起义这一长期存在的历史遗留问题终于获得了较为圆满的解决，结束了对有关人员的不公正评价。
在中华民国政府中，孙越崎享受部长级待遇。自中华人民共和国成立后，到文化大革命爆发前，孙越崎在人民政府工作时仅享受司局级待遇。但孙越崎一心投入事业中，不问个人利益，连自己工资是多少都不清楚。文化大革命结束，出任煤炭部顾问之后，孙越崎才按副部长待遇，并享受技术专家特殊津贴。直到1992年江泽民接见后，孙越崎才改为享受部长级待遇。原国务院副总理谷牧在《孙越崎传》一书序言中称，孙越崎“爱国自强、不务浮名、廉洁律己”。原中共中央统战部部长阎明复在悼念孙越崎的文章中称：
孙越崎作为我国工矿业的泰斗和能源工业的奠基人，他的成就是不可磨灭的。他的一生所做的贡献也是难以估计的。但是由于种种原因，在相当长的一段时间里，对孙越崎的历史贡献认识不足，未能给予应有的重视和安排。1988年全国政协换届，有关方面在充分认识孙越崎的功绩、影响和威望后，曾考虑对其给予符合贡献的政治安排，但终因孙老年龄过高而未能做到，这实在是一件憾事。令人钦佩的是，孙老个人从不居功自傲，从不争名逐利，他始终以国家和人民的利益为重，识大体，顾大局，严于律己，光明磊落。
1995年12月9日，孫越崎病逝于北京，享年103岁（满102岁）。

## 著作
- 孙毓麒 编，吉林穆稜煤矿纪实，中国矿冶工程学会，1930年
- 孙越崎文选，团结出版社，1992年
  - 孙越崎，天津五四运动的回忆，1979年1月（页面存档备份，存于）

## 家庭
孙越崎先后有两任妻子，育有两儿两女。
- 第一任妻子：葛采湘。1912年，孙越崎和诸暨县柳坞村的葛采湘结婚，两人感情很好。1922年葛采湘病故，留下一子一女。[23][24]
  - 长子：孙竹生（1914年10月22日—2000年），西南交通大学机械系教授，机车车辆专家、教育家。曾被打成“右派”。[25]
    - 儿媳：吴翠微，孙竹生之妻。[26]

  - 长女：孙蔚峨（1916年－）[27]
- 第二任妻子：王仪孟。1926年8月26日，33岁的孙越崎和毕业于天津法租界的女子师范学校的王仪孟（时年24岁）结婚。[28]1996年1月10日，王仪孟因病逝世。王仪孟是孙大武和孙叔涵的母亲。
  - 次子：孙大武。[26]
    - 儿媳：陈懿德。[26]和孙大武有一女孙维（后改名孙释颜）。孙维曾在1997年作为“朱令铊中毒事件”的最大犯罪嫌疑人受到警方传讯。民众认为朱令案因收到干预，至今无法结案，在中国民愤极大，孙能逍遥法外被认为和孙的家族背景特别是孙越崎有关。[29][30]2005年孙维在著名网络论坛天涯发表声明并与呼吁调查此案的网友论辩[31]。2013年网友怀疑孙维移居美国，在白宫网站发起电子请愿书，要求调查和驱逐孙维，签名者过10万。[32]

  - 次女：孙叔涵，教授、中央农业广播电视学校原副校长。[33]
    - 女婿：朱丕荣（1928年3月—2021年10月11日）[34]，孙叔涵的丈夫，原农业部国际合作司司长。[33]

## 纪念
以孙越崎的名字命名的事物有：
- 绍兴县越崎中学[12]
- 孙越崎纪念馆：位于绍兴县[12]
- 中国矿业大学孙越崎学院：2008年揭牌[12][35]
- 煤炭工业档案馆孙越崎档案文物保管室。[12]此批档案及文物原存煤炭工业部孙越崎纪念馆，后迁存煤炭工业档案馆。后来经过协商，2009年，这批档案及文物迁至绍兴县档案馆保存。[36][37]
- 孙越崎塑像：位于焦作工学院（今名河南理工大学）校园内。[12]
- 孙越崎铜像：位于中国矿业大学（北京）校园内，2009年6月15日揭幕。[26]
- 孙越崎科技教育基金会[12]

## 延伸阅读
- 沈嘉元，东北三“崎”，纵横1984年第3期
- 曹乐嘉，魂系三峡——访全国政协常委、三峡工程专题组组长 孙越崎，1989年5月13日（未发表）[]
- 刘文卉，与世纪同行——访中国和平统一促进会会长、百岁老人孙越崎，江海侨声1994年第01期
- 邵黎黎、孙家轩，孙越崎与邵力子──访原国民政府资源委员会委员长、当代工矿泰斗百岁老人孙越崎，南京史志1994年第01期
- 任永发，精忠爱国志不移──访全国政协常委、世纪老人孙越崎，党建1994年第05期
- 孙本尧，百岁老人孙越崎，炎黄春秋1995年第07期
- 田方，共产党的诤友孙越崎，同舟共进1996年第08期
- 吕德润，为了祖国的权益——记孙越崎参加的一次中苏外交谈判，博览群书1996年第12期
- 薛毅，总书记宴请百岁老人孙越崎，纵横1998年第02期
- 吴晓煜，孙越崎·煤矿·煤炭法，中国煤炭工业2001年第10期
- 孙越崎科教基金第十四次颁奖大会，浙江省绍兴县档案局馆，2005年10月16日[永久]
- 刘守良，焦作煤矿：一个百年老矿的故事，央视国际，2006年12月16日（页面存档备份，存于）
- 王玉楼，回忆慰问孙越崎老人，文史精华2008年第10期
- 孙叔涵 朱丕荣 孙大武 袁森，回忆父亲孙越崎和卢作孚的友谊，史林2010年第S1期
- 许建青，厚重的档案 真挚的乡情——孙越崎档案征集纪实，浙江档案2010年第07期
- 魏廷琤，美国参与三峡工程始末，百年潮2011年04期
- 我的中国心——孙越崎，凤凰卫视，2012年8月4日（页面存档备份，存于）（视频）
- 薛毅，工矿泰斗孙越崎，中国文史出版社，1997年
- 孙越崎科技教育基金管委会 组织编写，孙越崎传，石油工业出版社，1994年
  - 孙越崎科技教育基金委员会 编，孙越崎传，石油工业出版社，2011年
- 宋红岗，孙越崎，花山文艺出版社，1997年
- 中囯人民政治协商会议浙江省绍兴县委员会文史资料工作委员会，爱国老人孙越崎，中囯人民政治协商会议浙江省绍兴县委员会文史资料工作委员会，1997年
- 吕德润 主编，长忆百龄翁：孙越崎纪念文集，石油工业出版社，1996年

| 前任：翁文灝 | 资源委员会委员长1948年5月31日—1949年3月 | 繼任：（改隶工商部） |

| 前任：（直隶行政院） | 资源委员会主任委员1949年3月—6月 | 繼任：劉航琛 |

| 前任：劉維熾 | 工商部長1949年3月—5月 | 繼任：（废止） |

| 前任：（创设） | 经济部長1949年5月—6月 | 繼任：劉航琛 |

| 前任：（创设） | 陕北油矿勘探处处长1934年7月—1935年4月 | 繼任：（废止） |

| 前任：翁文灏 | 中福两公司联合办事处整理专员1935年10月—1936年 | 繼任：孙越崎 （中福两公司联合办事处总经理） |

| 前任：孙越崎 （中福两公司联合办事处整理专员） | 中福两公司联合办事处总经理1936年—1945年1月 | 繼任：汤子珍 |

| 前任：（创设） | 湘潭煤矿公司总经理1937年12月—1938年 | 繼任：（废止） |

| 前任：（创设） | 天府矿业股份有限公司总经理1938年5月1日—1946年1月 | 繼任：（并入天府煤矿股份有限公司） |

| 前任：（创设） | 嘉阳煤矿股份有限公司总经理1938年—1946年1月 | 繼任：（并入天府煤矿股份有限公司） |

| 前任：（创设） | 天府煤矿股份有限公司总经理1946年1月—1946年 | 繼任：黄志煊 |

| 前任：（创设） | 石燕煤矿股份有限公司总经理1939年4月—1946年 | 繼任：？ |

| 前任：（创设） | 威远煤矿股份有限公司总经理1940年7月1日—1945年10月 | 繼任：史维新 |

| 前任：严爽 （甘肃油矿筹备处主任） | 甘肃油矿局总经理1941年3月—1946年5月 | 繼任：郭可诠 （中国石油有限公司甘青分公司经理） |

| 前任：（创设） | 民生轮船公司董事长1984年—？ | 繼任：？ |